# François Henri Hallopeau
François Henri Hallopeau, född 17 januari 1842 i Paris, död där 20 mars 1919, var en fransk dermatolog.
Hallopeau blev 1884 läkare vid Hôpital Saint Louis i Paris och höll där kliniska föreläsningar. Han publicerade många avhandlingar inom sitt specialområde, hudsjukdomarna, samt utgav Traité élémentaire de pathologie générale (1887, femte upplagan 1898).